# ITap
iTap ist eine Texterkennungssoftware zur erleichterten Eingabe von Texten auf Mobiltelefonen. Sie wurde von Motorola entwickelt, bisher nur auf Mobiltelefonen dieser Marke vertrieben und kann als Weiterentwicklung von Text on 9 keys (kurz: T9) angesehen werden.

## Vergleich iTap und T9
iTap besitzt gegenüber T9 ein paar wesentliche Unterschiede:
Zum einen lernt die Software Wörter, die noch nicht im Wörterbuch der Software abgelegt sind, wenn man diese Buchstabe für Buchstabe eingibt. Die Texterkennungssoftware T9 muss neue Wörter über ein bestimmtes Eingabefeld erlernen.
Gewisse Funktionen von iTap wurden inzwischen auch von T9 aufgegriffen. So sortieren iTap als auch T9 Wörter nach Gebrauch, um dann häufiger benutzte Wörter eher vorschlagen zu können. Zusätzlich merken sich beide Systeme oft benutzte Kombinationen aus Wörtern und Satzzeichen und schlagen diese dann vor (z. B.: Ein Ausrufezeichen nach „Hi“). Zusätzlich dazu verlernt iTap sporadisch benutzte Wörter.
Doch der wesentlichere Unterschied ist, dass iTap es ermöglicht, Wörter mit mehr als drei Zeichen schneller einzugeben als dies mit T9 möglich ist: Um lange Worte mit T9 einzugeben ist es nötig für jeden Buchstaben eine Taste zu drücken; iTap hingegen schlägt schon nach der Eingabe von drei Buchstaben eine Reihe von Wörtern vor, durch die man blättern kann und das gesuchte Wort nur noch zu bestätigen braucht. So sind im Idealfall nur vier Tasten zu drücken, um das gewünschte Wort samt Leerzeichen dahinter einzufügen.